# Atelocynus microtis
L'atelocino (Atelocynus microtis Sclater, 1883), noto anche come cane dalle orecchie corte, è un canide cerdocionino endemico del bacino del Rio delle Amazzoni. È l'unica specie del genere Atelocynus Cabrera, 1940.
Nelle regioni in cui vive è nota con molti nomi, come cachorro-do-mato-de-orelha-curta in portoghese, zorro de oreja corta, zorro ojizarco, zorro sabanero e zorro negro in spagnolo, nomensarixi in chiquitano e uálaca in yucuna.

## Tassonomia
La storia evolutiva dell'atelocino è simile a quella di altri Carnivori e di molti altri mammiferi placentati terrestri del Sudamerica. Dopo la formazione dell'istmo di Panama alla fine del Terziario (circa 2,5 milioni di anni fa, nel Pliocene), i Canidi migrarono dal Nordamerica verso il continente meridionale durante il cosiddetto grande scambio americano. Gli antenati dell'atelocino si adattarono a vivere nelle foreste pluviali tropicali, sviluppando gli aspetti morfologici e anatomici necessari. A parte la somiglianza superficiale con lo speoto, l'atelocino non sembra essere strettamente imparentata con nessun'altra specie di Canide, né simile alla volpe, né simile al lupo. È uno dei Canidi più insoliti. I sistematici moderni la classificano come una specie della tribù dei Canini, e il suo parente attuale più stretto è, probabilmente, il maikong, posta in un genere distinto. Ha 74 cromosomi (due coppie di 36 autosomi più una coppia di cromosomi sessuali).
Questo albero filogenetico è basato su una filogenia proposta nel 2005 in base al genoma mitocondriale dei cerdocionini, i canidi sudamericani:
|  | Atelocino                                               |
|  |                                                         |
|  | \| \| Maikong \| \| \| \| \| \| Licalopecie \| \| \| \| |
|  |                                                         |
|  | Maikong                                                 |
|  |                                                         |
|  | Licalopecie                                             |
|  |                                                         |

|  | Maikong     |
|  |             |
|  | Licalopecie |
|  |             |

|  | Crisocione |
|  |            |
|  | Speoto     |
|  |            |

|  | Atelocino                                               |
|  |                                                         |
|  | \| \| Maikong \| \| \| \| \| \| Licalopecie \| \| \| \| |
|  |                                                         |
|  | Maikong                                                 |
|  |                                                         |
|  | Licalopecie                                             |
|  |                                                         |

|  | Maikong     |
|  |             |
|  | Licalopecie |
|  |             |

|  | Crisocione |
|  |            |
|  | Speoto     |
|  |            |

Ne vengono riconosciute due sottospecie:
- A. m. microtis Sclater, 1883 (Brasile, Colombia e Bolivia);
- A. m. sclateri J. A. Allen, 1905 (Ecuador e Perù).

## Descrizione

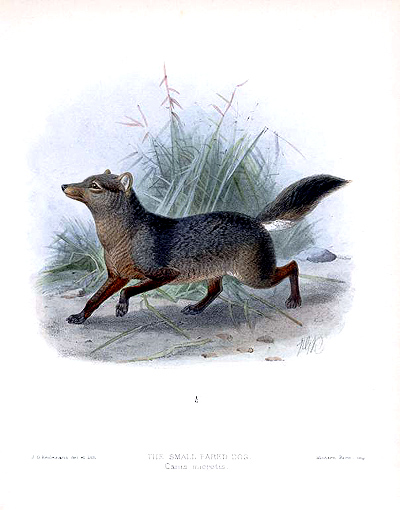
Atelocino

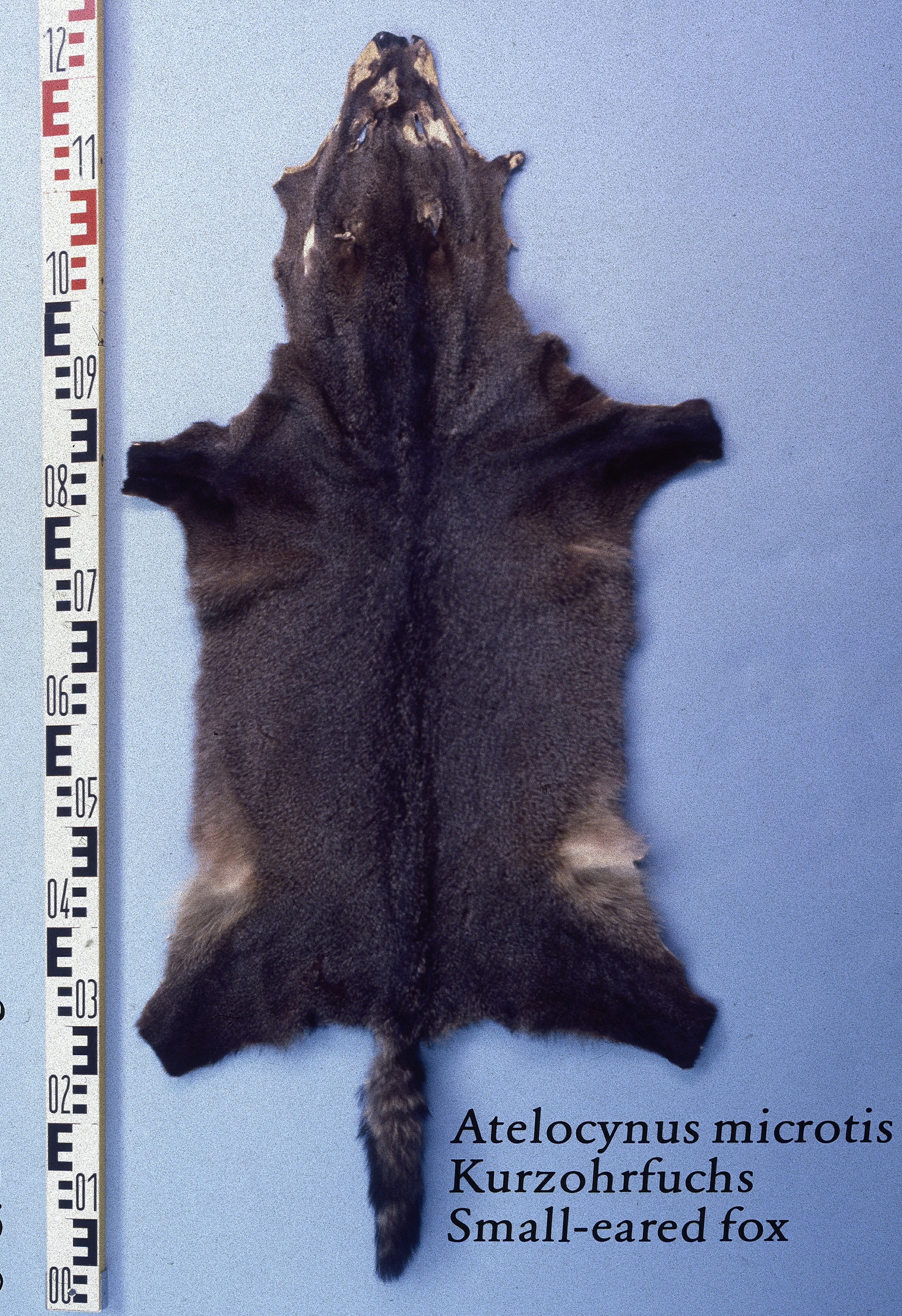
Pelle di Atelocino

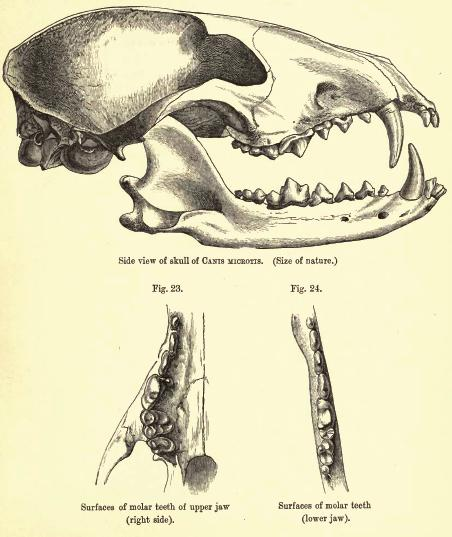
Cranio.

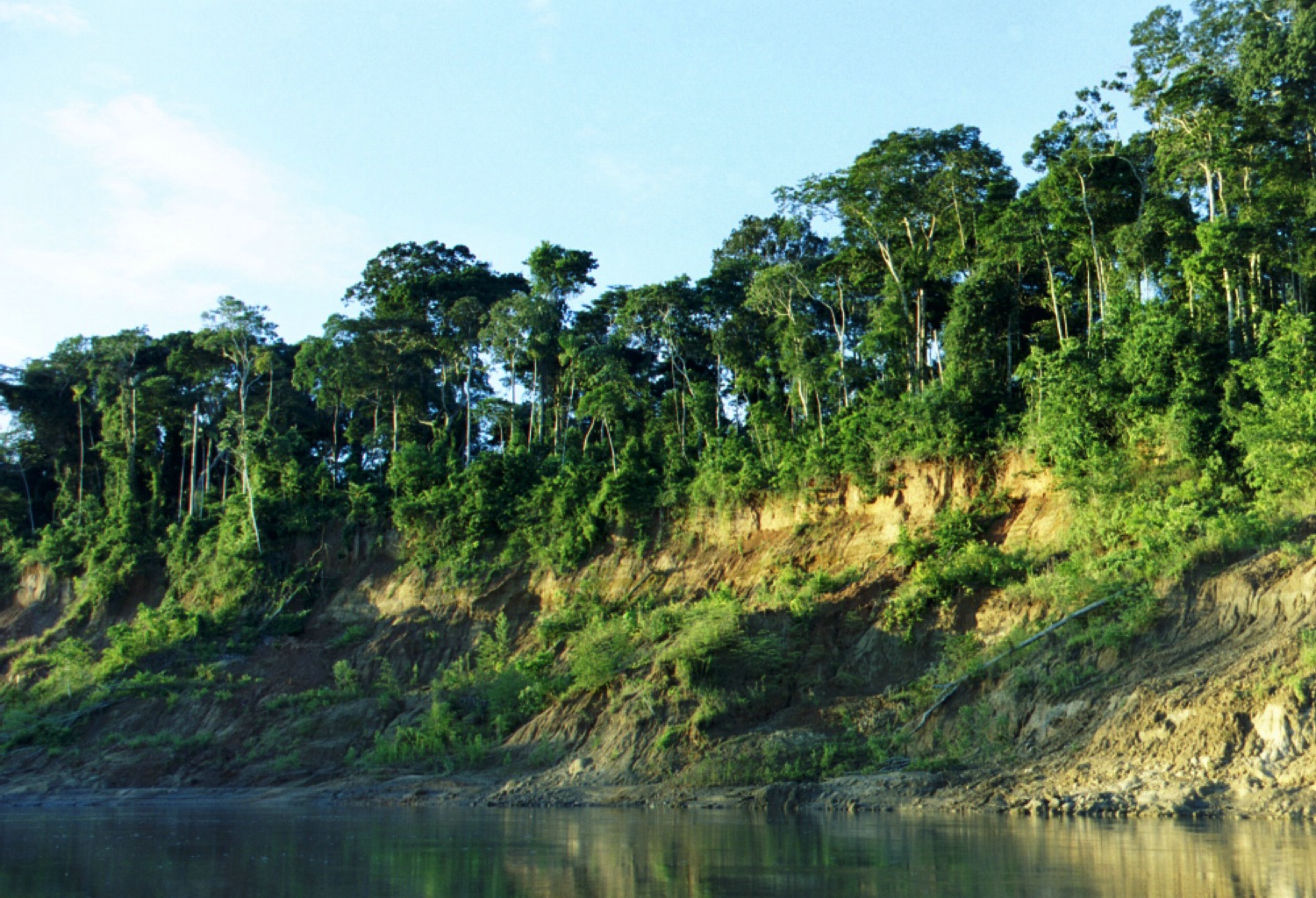
Il Parco Nazionale di Manú (Perù), una delle roccaforti della specie.

L'atelocino è un Canide di medie dimensioni con una grossa testa simile a quella di una volpe, brevi orecchie arrotondate all'estremità, zampe relativamente corte e una lunga coda folta. È ricoperta da un pelame fitto, liscio e scuro che può assumere tonalità marroni, nere o grigie e schiarisce gradualmente fino a divenire bruno-rossastro uniforme sulle regioni inferiori. Tra i disegni del mantello ricordiamo un sottile collare nero, una banda scura che si estende lungo la sommità del dorso e della coda, e una macchia di peli di colore chiaro attorno alla regione pubica e alla parte inferiore della base della coda. I vari individui possono esibire colorazioni differenti, ma non sappiamo se queste variazioni siano dovute all'età, alla distribuzione geografica, alla muta o ad altri fattori.
Probabilmente a causa delle abitudini acquatiche, l'atelocino ha sviluppato degli abbozzi di membrane interdigitali. In una coppia di esemplari tenuti in cattività è stato descritto un tapetum lucidum ben visibile, che fa riflettere di bagliore gli occhi quando la luce è scarsa.
Rispetto ad altre specie di volpi sudamericane ad essa imparentate, l'atelocino ha dimensioni maggiori. Dalla punta del naso alla base della coda è lunga 72–100 cm, ha una coda di 24–35 cm, un'altezza alla spalla di 35 cm e un peso che si aggira sui 9–10 kg. Ha zampe relativamente corte e orecchie piccole se paragonate a quelle di altre specie simili, e le femmine sono un po' più grandi dei maschi.

## Distribuzione e habitat
L'atelocino è originaria della parte settentrionale del Sudamerica e la sua presenza è stata riscontrata nelle regioni amazzoniche di Brasile, Perù, Ecuador e Colombia. È stata inoltre avvistata nel bacino superiore dell'Orinoco in Colombia e Venezuela e nel bacino superiore del Paraná nel Mato Grosso (Brasile).
Predilige le porzioni indisturbate di foreste pluviali di pianura della regione amazzonica. All'interno di tali aree, popola le foreste non inondate della cosiddetta terra firme, le foreste paludose, i boschetti di bambù e le rive dei fiumi; talvolta è stata vista nuotare in acqua e numerose impronte sono state trovate lungo le rive di fiumi e torrenti. Non sappiamo se riesca a sopravvivere anche in altri tipi di ambiente, ma un esemplare una volta è stato avvistato in una foresta di pianura confinante con una savana. Gli avvistamenti nei pressi degli insediamenti umani sono molto rari.

## Biologia
A causa della sua natura sfuggente, non abbiamo molte informazioni sul comportamento in natura dell'atelocino. È noto che sia una creatura perlopiù solitaria, sebbene sia stata vista cacciare anche in coppie, e nonostante abbia abitudini perlopiù diurne, si è dimostrata attiva anche di notte. Ha una dieta incredibilmente varia; si nutre prevalentemente di pesce, ma mangia anche insetti, mammiferi (compresi aguti, marsupiali e piccoli roditori), uccelli, rettili, rane e frutta.
La quantità di pesce consumato nella sua dieta, così come gli abbozzi di membrana tra le dita dei piedi, fanno ipotizzare che l'atelocino abbia abitudini almeno parzialmente acquatiche.
Si ritiene che la femmina dia alla luce i piccoli in maggio o giugno, utilizzando tane di altri animali o tronchi cavi come riparo per i piccoli.

## Conservazione

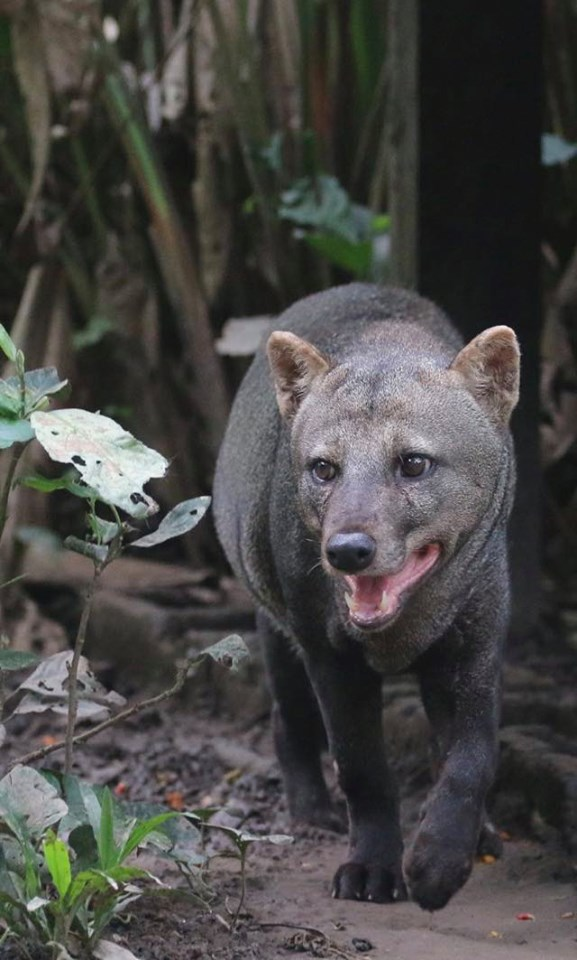
Esemplare selvatico nell'Amazzonia peruviana.

L'atelocino compete per il cibo con giaguari, puma, ocelot, margay e lontre giganti e per il territorio con lo speoto.
I cani randagi costituiscono un problema rilevante per le popolazioni di atelocino, dal momento che facilitano la diffusione di malattie come il cimurro canino e la rabbia alle popolazioni selvatiche. Anche l'uomo contribuisce allo sterminio della specie invadendo il suo habitat e distruggendo le foreste pluviali tropicali.
L'atelocino è attualmente classificata dalla IUCN tra le specie prossime alla minaccia.